# Charles-Jean de Bosschaert
Charles-Jean de Bosschaert (Antwerpen, 6 mei 1759 - 8 september 1828) was een Zuid-Nederlands edelman.

## Levensloop
De familie de Bosschaert behoorde minstens sinds de zeventiende eeuw tot de notabelen van het Antwerpse, met hun eerste adellijke verheffingen in 1685 en 1714.
Charles-Nicolas de Bosschaert (1715-1792) en Cornélie de Pret waren de ouders van Charles-Jean de Bosschaert. Hijzelf trouwde in 1812 met Catherine de Vinck (1775-1851).
Hij verkreeg in 1816 onder het Verenigd Koninkrijk der Nederlanden erkenning van erfelijke adel met de titel ridder, overdraagbaar op alle mannelijke afstammelingen. Hij werd tevens benoemd in de Ridderschap van de provincie Antwerpen.
Het echtpaar de Bosschaert-de Vinck had een zoon en een dochter. Die zoon, Charles de Bosschaert (1813-1892), werd burgemeester van Hemiksem en was lid van de Heraldische Raad. Hij trouwde in 1859 met Amélie Weber de Treuenfels (1835-1934). Ze hadden een dochter, Axeline de Bosschaert (1872-1960), die trouwde met de eerste Belgische vliegenier, baron Pierre de Caters (1875-1944).
Deze tak van de familie de Bosschaert (de Bouwel) is uitgestorven (in 1892 in de mannelijke lijn, in 1960 bij de vrouwelijke naamdragers).